# Baldauf
Baldauf ist der Familienname folgender Personen:
- Adam Baldauf (1580–1631), Südtiroler Bildhauer
- Adolf Baldauf (1938–2017), deutscher Skispringer und Nordischer Kombinierer
- Albert Baldauf (1917–1991), deutscher Politiker
- Anja Baldauf (* 1973), deutsche Musikerin und Dozentin für Akkordeon und Klavier
- Annemarie Baldauf (* 1919), deutsche Emigrantin in die USA, siehe Liste der Stolpersteine in München
- Carl Gottlob Baldauf, deutscher Fabrikant, Begründer der Spritzen-, Pumpen- und Messingwaarenfabrik C. G. Baldauf in Chemnitz
- Christian Baldauf (* 1967), deutscher Politiker
- Christoph Baldauf (um 1519–1580), deutscher Pädagoge
- Daniel Baldauf (* 1986), österreichischer Bahnradfahrer
- Dario Baldauf (* 1985), österreichischer Fußballspieler
- Dominik Baldauf (* 1992), österreichischer Skilangläufer
- Elisabeth Baldauf (* 1990), österreichische Badmintonspielerin
- Elisabeth Kraushaar-Baldauf (1915–2002), italienische Medizinerin und Schriftstellerin (Südtirol)
- Fritz Baldauf (1898–1962), deutscher Unternehmer
- Grete Baldauf-Würkert (1878–1962), deutsche Heimatschriftstellerin aus dem Erzgebirge
- Günther Baldauf (* 1923), deutscher Emigrant, siehe Liste der Stolpersteine in München
- Gustav Baldauf, deutsches NS-Opfer, siehe Liste der Stolpersteine in München
- Hannes Baldauf (1938–2015), deutscher Fußballspieler und Fußballtrainer
- Ignaz Baldauf (1715–1795), deutscher Rokokomaler
- Ingeborg Baldauf (Archivarin) (1939–2018), deutsche Pfarrerin und Archivarin, Leiterin des Unitätsarchivs
- Ingeborg Baldauf (Turkologin) (* 1956), deutsche Turkologin und Islamwissenschaftlerin
- Joachim Baldauf (* 1965), deutscher Fotograf und Verleger
- Jörg Baldauf (* 1967), deutscher Behindertensportler
- Karl Gottfried Baldauf (1751–1811), kursächsischer Oberkunstmeister
- Luke Baldauf (* 1969), Segler der Amerikanischen Jungferninseln
- Manfred Baldauf (* 1952), deutscher Politiker
- Marco Baldauf (Turner) (* 1979), österreichischer Turner
- Marco Baldauf (Schachspieler) (* 1990), deutscher Schachspieler
- Margarete Baldauf (* 1894), deutsche Emigrantin, siehe Liste der Stolpersteine in München
- Michael Baldauf (1918–1997), deutscher Politiker
- Richard Baldauf (1848–1931), deutscher Bergingenieur, Bergbauunternehmer, Mineraliensammler und Mäzen
- Robert Baldauf (1881–1918), deutsch-schweizerischer Journalist
- Rüdiger Baldauf (* 1961), deutscher Jazztrompeter
- Sari Baldauf (* 1955), finnische Managerin, Vizepräsidentin der Nokia Corporation
- Sina Baldauf (* 1977), deutsche Richterin am Bundesfinanzhof
- Thomas Baldauf (* 2003), österreichischer Fußballspieler
- Walter Baldauf (1908–1971), deutscher Jurist und Stadtdirektor